# Hjartdal
Hjartdal é uma comuna da Noruega, com 798 km² de área e 1 633 habitantes (censo de 2004).         